# Проширени периодни систем
Проширени периодни систем (енгл. extended periodic table) теоретски је периодни систем са елементима после оганесона са редним бројем 118 (после 7. периоде/реда). Тренутно је познато и потврђено укупно седам периода у периодном систему елемената, који завршава елементом атомског броја 118 који комплетира седму периоду.
Ако се открије још елемената са већим атомским бројем од оног који има тренутно последњи откривени елемент, исти ће се смештати у додатне периоде које ће да прате форму садашњих, како би се илустровале законитости у својствима елемената које се периодично понављају. Очекује се да ће све периоде које се додају да садржавају више елемената него што их тренутно има седма периода, зато што је предвиђено постојање додатног такозваног блока у ком ће у свакој периоди да буде најмање 18 елемената са делимично попуњеним орбиталама.
Глен Т. Сиборг је 1969. године предвидео постојање система са осам периода, у ком би требало да се нађе и поменути блок.  дефинише елемент као ’постојећи’ ако му је време живота дуже од 10−14 секунди, што је време потребно да нуклеус формира електронски облак. Ниједан елемент у овом блоку још увек није синтетисан или пронађен у природи. Први елемент блока би могло да има атомски број 121, а према томе би његово систематско име било унбиунијум. Елементи у овом блоку ће највероватније бити веома нестабилни по питању радиоактивног распадања и имаће невероватно мало време полуживота, с тим да постоји хипотеза да би елемент 126 могло да се нађе на острву стабилности које је отпорно на фисију али не и на алфа распад. Није сасвим јасно колико елемената има шансу да физички постоји после острва стабилности, нити да ли ће 8. периода да буде комплетна односно хоће ли икако бити 9. периоде.
Према орбиталним апроксимацијама квантне механике по питању атомске структуре, блок би одговарао елементима са делимично попуњеним орбиталама, али ефекти спинорбиталне интеракције поприлично смањују валидност орбиталних апроксимација за елементе са великим атомским бројем. Док у Сиборговој верзији додатне периоде тежи елементи прате узорак низа долазећи после лакших елемената, пошто у обзир нису узети релативистички ефекти, модели у којима је урачунат и утицај релативистичких ефеката предвиђају нешто друго. Пека Пике и Б. Фрике користили су рачунарско моделовање да би израчунали позиције елемената до  = 184; открили су да ће неколико елемената вероватно одступати од Маделунговог правила.
Ричард Фајнман је истакао да поједностављена интерпретација релативистичке Диракове једначине наилази на проблеме са електронским орбиталама када је  > 1/α ≈ 137 (подробније описано у одељцима испод), што указује на то да неутрални атоми не могу да постоје након унтрисептијума те да периодни систем елемената заснован на електронским орбиталама тиме престаје у овој тачки. С друге стране, још ригорознијом анализом се добија да је лимит пак нешто већи —  ≈ 173.

## Историја
Није познато докле би периодни систем могао да се настави после познатих 118 елемената. Глен Т. Сиборг је тврдио да највећи могући елемент вероватно има атомски број мањи од  = 130, док је Валтер Грајнер става да не постоји елемент са највећим атомским бројем односно да границе нема. Табела испод приказује једну могућност за изглед осме периоде, са распоредом елемената примарно заснованим на њиховој предвиђеној хемији.
| Проширени периодни систем (велика верзија) |                    |               |           |          |                |                    |           |                     |                   |               |     |     |     |     |     |     |     |     |     |     |     |     |     |     |     |     |     |     |     |     |     |     |     |
| | 1                  | 2             | 3         |          |                |                    |           |                     |                   |               |     |     |     |     |     |     |     |     | 4   | 5   | 6   | 7   | 8   | 9   | 10  | 11  | 12  | 13  | 14  | 15  | 16  | 17  | 18  |
| 1 | H                  |               |           |          |                |                    |           |                     |                   |               |     |     |     |     |     |     |     |     |     |     |     |     |     |     |     |     |     |     |     |     |     |     | He  |
| 2 | Li                 | Be            |           |          |                |                    |           |                     |                   |               |     |     |     |     |     |     |     |     |     |     |     |     |     |     |     |     |     | B   | C   | N   | O   | F   | Ne  |
| 3 | Na                 | Mg            |           |          |                |                    |           |                     |                   |               |     |     |     |     |     |     |     |     |     |     |     |     |     |     |     |     |     | Al  | Si  | P   | S   | Cl  | Ar  |
| 4 | K                  | Ca            | Sc        |          |                |                    |           |                     |                   |               |     |     |     |     |     |     |     |     | Ti  | V   | Cr  | Mn  | Fe  | Co  | Ni  | Cu  | Zn  | Ga  | Ge  | As  | Se  | Br  | Kr  |
| 5 | Rb                 | Sr            | Y         |          |                |                    |           |                     |                   |               |     |     |     |     |     |     |     |     | Zr  | Nb  | Mo  | Tc  | Ru  | Rh  | Pd  | Ag  | Cd  | In  | Sn  | Sb  | Te  | I   | Xe  |
| 6 | Cs                 | Ba            | La        |          | Ce             | Pr                 | Nd        | Pm                  | Sm                | Eu            | Gd  | Tb  | Dy  | Ho  | Er  | Tm  | Yb  | Lu  | Hf  | Ta  | W   | Re  | Os  | Ir  | Pt  | Au  | Hg  | Tl  | Pb  | Bi  | Po  | At  | Rn  |
| 7 | Fr                 | Ra            | Ac        |          | Th             | Pa                 | U         | Np                  | Pu                | Am            | Cm  | Bk  | Cf  | Es  | Fm  | Md  | No  | Lr  | Rf  | Db  | Sg  | Bh  | Hs  | Mt  | Ds  | Rg  | Cn  | Nh  | Fl  | Mc  | Lv  | Ts  | Og  |
| 8 | 119                | 120           | 121       | * ×1     | 144            | 145                | 146       | 147                 | 148               | 149           | 150 | 151 | 152 | 153 | 154 | 155 | 156 | 157 | 158 | 159 | 160 | 161 | 162 | 163 | 164 | 165 | 166 | 167 | 168 | 169 | 170 | 171 | 172 |
| ‍ |                    |               |           |          |                |                    |           |                     |                   |               |     |     |     |     |     |     |     |     |     |     |     |     |     |     |     |     |     |     |     |     |     |     |     |
| ‍ | ‍                   | ‍              | ‍          | * ×1     | 122            | 123                | 124       | 125                 | 126               | 127           | 128 | 129 | 130 | 131 | 132 | 133 | 134 | 135 | 136 | 137 | 138 | 139 | 140 | 141 | 142 | 143 |     |     |     |     |     |     |     |
| ‍ |                    |               |           |          |                |                    |           |                     |                   |               |     |     |     |     |     |     |     |     |     |     |     |     |     |     |     |     |     |     |     |     |     |     |     |
| \| Алкални метал \| Земноалкални метал \| Суперактиноид \| Лантаноид \| Актиноид \| Прелазни метал \| Постпрелазни метал \| Металоид \| Полиатомски неметал \| Диатомски неметал \| Племенити гас \| \| предвиђен \| предвиђен \| предвиђен \| \| \| предвиђен \| предвиђен \| предвиђен \| предвиђен \| предвиђен \| предвиђен \| |                    |               |           |          |                |                    |           |                     |                   |               |     |     |     |     |     |     |     |     |     |     |     |     |     |     |     |     |     |     |     |     |     |     |     |
| Алкални метал | Земноалкални метал | Суперактиноид | Лантаноид | Актиноид | Прелазни метал | Постпрелазни метал | Металоид  | Полиатомски неметал | Диатомски неметал | Племенити гас |     |     |     |     |     |     |     |     |     |     |     |     |     |     |     |     |     |     |     |     |     |     |     |
| предвиђен | предвиђен          | предвиђен     |           |          | предвиђен      | предвиђен          | предвиђен | предвиђен           | предвиђен         | предвиђен     |     |     |     |     |     |     |     |     |     |     |     |     |     |     |     |     |     |     |     |     |     |     |     |

Сви ови хипотетички и неоткривени елементи се именију према стандарду систематског именовања елемената који прописује Међународна унија за чисту и примењену хемију (IUPAC), чиме се стварају генеричка имена за употребу све до момента када се елемент открије, потврди и добије званично име. Ова имена се обично не користе у литератури, а елементи се разлику само према свом атомском броју. Следствено томе, елемент 164 углавном се не помиње као „унхексквадијум” (ово систематско име), већ се само каже/пише „елемент 164” (или „164. елемент”); исто тако, иначе се не користи симбол „Uhq” већ се пише само „164”, „(164)” или „E164”.
До априла 2014. године, научници су покушали да синтетишу само елементе 119, 120, 122, 124, 126 и 127 (унуненијум, унбинилијум, унбибијум, унбиквадијум, унбихексијум и унбисептијум; редом).
Сматра се да су код елемента 118 попуњене орбитале 1s, 2s, 2p, 3s, 3p, 3d, 4s, 4p, 4d, 4f, 5s, 5p, 5d, 5f, 6s, 6p, 6d, 7s и 7p, док су остале орбитале непопуњене. Једноставном екстраполацијом из Ауфбауевог принципа могло би се предвидети да ће се у осмом реду орбитале попуњавати следећим редоследом: 8s, 5g, 6f, 7d, 8p; међутим, после елемента 120, близина електронских љуски чини распоређивање елемената у једноставном систему проблематичним. Иако би се једноставном екстраполацијом периодног система, пратећи Сиборгову оригиналну концепцију, елементи након 120. распоредили на следећи начин — елементи 121—138 као суперактиноиди блока, елементи 139—152 као суперактиноиди блока, елементи 153—162 као прелазни метали, елементи 163—166 као постпрелазни метали, елемент 167 као халоген, елемент 168 као племенити гас, елемент 169 као алаклни метал те елемент 170 као земноалкални метал — прорачунима Дирака и Фока ови елементи би се распоредили на нешто другачији начин — елементи 121—142 као суперактиноиди блока, елементи 143—156 као суперактиноиди блока, елементи 157—166 као прелазни метали, елементи 167—170 као постпрелазни метали, елемент 171 као халоген, елемент 172 као племенити гас.

### Пикеов модел
Постоје и модели у којима елементи са већим атомским бројем не прате узорак који су успоставили лакши елементи. Пека Пике, примера ради, користио је рачунарско моделовање да би израчунао позиције елемената до Z = 172 и открио је да се неколико елемената не налази на месту одређеном правилом распоређивања према Маделунговој енергији. Пикеови прорачуни дају следећи редослед попуњавања електронских љуски (главних енергетских нивоа):
- 8
- 5
- прва два места нивоа 8
- 6
- 7
- 9
- прва два места нивоа 9p
- остатак нивоа 8

Пике исто тако предвиђа да ће 8. периода да буде раздвојена у три дела:
- 8, део са елементима нивоа 8
- 8, део са прва два елемента нивоа 8
- 8, део са елементима нивоа 7d и остатком елемената нивоа 8[10]

С друге стране, Фрике et al. је предвидео да ће проширени периодни систем да има највише 184 елемента. Научници користе овај модел много чешће и исти је приказан изнад као основни формат проширеног периодног система.
| Пикеов модел | Пикеов модел                   | Пикеов модел | Пикеов модел | Пикеов модел | Пикеов модел | Пикеов модел | Пикеов модел | Пикеов модел | Пикеов модел | Пикеов модел | Пикеов модел | Пикеов модел | Пикеов модел | Пикеов модел | Пикеов модел | Пикеов модел | Пикеов модел | Пикеов модел | Пикеов модел | Пикеов модел | Пикеов модел | Пикеов модел | Пикеов модел | Пикеов модел | Пикеов модел | Пикеов модел | Пикеов модел | Пикеов модел | Пикеов модел | Пикеов модел | Пикеов модел | Пикеов модел | Пикеов модел | Пикеов модел | Пикеов модел | Пикеов модел | Пикеов модел | Пикеов модел | Пикеов модел | Пикеов модел | Пикеов модел | Пикеов модел | Пикеов модел | Пикеов модел | Пикеов модел | Пикеов модел | Пикеов модел | Пикеов модел | Пикеов модел | Пикеов модел |
| ------------ | ------------------------------ | ------------ | ------------ | ------------ | ------------ | ------------ | ------------ | ------------ | ------------ | ------------ | ------------ | ------------ | ------------ | ------------ | ------------ | ------------ | ------------ | ------------ | ------------ | ------------ | ------------ | ------------ | ------------ | ------------ | ------------ | ------------ | ------------ | ------------ | ------------ | ------------ | ------------ | ------------ | ------------ | ------------ | ------------ | ------------ | ------------ | ------------ | ------------ | ------------ | ------------ | ------------ | ------------ | ------------ | ------------ | ------------ | ------------ | ------------ | ------------ | ------------ |
|              | Померени елементи су подебљани |              |              |              |              |              |              |              |              |              |              |              |              |              |              |              |              |              |              |              |              |              |              |              |              |              |              |              |              |              |              |              |              |              |              |              |              |              |              |              |              |              |              |              |              |              |              |              |              |              |
| 8            | 119                            | 120          | 121          | 122          | 123          | 124          | 125          | 126          | 127          | 128          | 129          | 130          | 131          | 132          | 133          | 134          | 135          | 136          | 137          | 138          | 141          | 142          | 143          | 144          | 145          | 146          | 147          | 148          | 149          | 150          | 151          | 152          | 153          | 154          | 155          | 156          | 157          | 158          | 159          | 160          | 161          | 162          | 163          | 164          | 139          | 140          | 169          | 170          | 171          | 172          |
| 9            | 165                            | 166          |              |              |              |              |              |              |              |              |              |              |              |              |              |              |              |              |              |              |              |              |              |              |              |              |              |              |              |              |              |              |              |              |              |              |              |              |              |              |              |              |              |              | 167          | 168          |              |              |              |              |
|              | блок                           | блок         | блок         | блок         | блок         | блок         | блок         | блок         | блок         | блок         | блок         | блок         | блок         | блок         | блок         | блок         | блок         | блок         | блок         | блок         | блок         | блок         | блок         | блок         | блок         | блок         | блок         | блок         | блок         | блок         | блок         | блок         | блок         | блок         | блок         | блок         | блок         | блок         | блок         | блок         | блок         | блок         | блок         | блок         | блок         | блок         | блок         | блок         | блок         | блок         |

## Предвиђена својства елемената осме периоде
Елемент 118, оганесон, последњи је елемент који је синтетисан. Следећа два елемента, елемент 119 и 120, требало би да чине серију 8 и буду алкални односно земноалкални метал (редом). После елемента 120, очекује се да започне серија суперактиноида, при чему ће 8s-електрони и попуњавање подљуски 8p1/2, 73/2, 65/2 и 57/2 да одређују хемију следећих елемената. Комплетни и тачни  прорачуни за елементе после 122. нису доступни због екстремне сложености ситуације: орбитале 5g, 6f и 7d би требало да имају отприлике исти енергетски ниво, а у региону где се налази елемент 160 — орбитале 9s, 8p3/2 и 9p1/2 такође би требало да имају приближно исту енергију. Као последица овога, електронске љуске ће се измешати тако да коцепт блока више не може да се ефективно примени, а поред тога резултат ће бити и сасвим нова хемијска својства која ће позиционирање ових елемената у периодном систему да учине готово немогућим. На пример, очекује се да ће елемент 164 имати помешане карактеристике елемената 10, 12, 14. и 18. групе.

### Хемијска и физичка својства

#### Елементи нивоа 8
| Својство                           | 119     | 120     |
| ---------------------------------- | ------- | ------- |
| Релативна атомска маса             | [322]   | [325]   |
| Група                              | 1       | 2       |
| Валентна електронска конфигурација | 81      | 82      |
| Стабилна оксидациона стања         | 1, 3    | 2, 4    |
| Прва енергија јонизације           | 437,1   | 578,9   |
| Метални радијус                    | 260     | 200     |
| Густина                            | 3       | 7 3     |
| Тачка топљења                      | 0—30 °C | 680 °C  |
| Тачка кључања                      | 630 °C  | 1700 °C |
Прва два елемента 8. периоде верује се да ће бити унуненијум и унбинилијум, елементи 119 и 120. Њихове електронске конфигурације требало би да имају попуњену 8s-орбиталу. Ова орбитала је релативистички стабилизована и скраћена, па би тако елементи 119 и 120 требало да буду више налик рубидијуму и стронцијуму него својим првим суседима изнад — францијуму и радијуму. Други ефекат релативистичке контракције 8s-орбитале је претпоставка да ће атомски радијуси ових двају елемената да буду отприлике исти као радијуси францијума и радијума. Требало би да се понашају као нормални алкални и земноалкални метал, са уобичајеним +1 односно +2 стањем оксидације (редом), с тим да релативистичка дестабилизација 73/2-подљуске и релативно ниска енергија јонизације 73/2-електрона не искључују ни хипотезу о нешто већим оксидационим стањима ових елемената — могућа стања су и +3 односно +4 (редом).

#### Суперактиноиди
Серија суперактиноида очекује се да ће да укључује елементе 121—157. У серији суперактиноида, љуске 7d3/2, 81/2, 65/2 и 57/2 требало би све да се попуне истовремено: овиме се стварају веома компликоване ситуације, компликоване у толикој мери да су потпуни и тачни  прорачуни направљени само за елементе 121 и 122. Први суперактиноид, унбиунијум (елемент 121), требало би да буде конгенер лантана и актинијума те би тако требало да има слична својства каква имају и ови елементи: његовно главно оксидационо стање требало би да буде +3, мада близина енергетских нивоа валентних подљуски не искључује ни могућност неког већег оксидационог стања, баш као што је случај и са елементима 119 и 120. Релативистичка стабилизација 8p-подљуске требало би да за резултат има 82 81 конфигурацију валентних електрона у основном стању за елемент 121, за разлику од конфигурације 2 коју имају лантан и актинијум. Предвиђено је да ће прва енергија јонизације овог елемента да буде 429,4 , што је најмања вредност ове енергије у односу на све познате елементе осим алкалних метала калијума, рубидијума, цезијума и францијума; ова енергија јонизације је мања чак и од оне енергије коју би требало да има алкални метал 8. периоде унуненијум (463,1 ). Слично елемнту 121, следећи суперактиноид — унбибијум (елемент 122) — могло би да буде конгенер церијума и торијума, са основних оксидационим стањем +4; овај елемент би, међутим, имао 71 82 81 конфигурацију валентних електрона у свом основном стању, за разлику од торијумове 62 72 конфигурације. Следствено овоме, прва енергија јонизације елемента 122 би била мања од оне торијума (Th: 6,54 ; : 5,6 ), због веће лакоће јонизовања унбибијумовог 81/2-електрона него торијумовог 7електрона.
Код неколико првих суперактиноида, енергије везивања додатих електрона предвиђа се да ће да буду довољно мале да ће ови елементи моћи да отпусте све своје валентне електроне; на пример, унбихексијум (елемент 126), вероватно ће веома лако моћи да се доведе у +8 оксидационо стање; и већа оксидациона стања од овог могло би да буду могућа. За унбихексијум се такође предвиђа да ће моћи да се доведе и у још доста других стања оксидације; недавни прорачуни показују да је постојање стабилног монофлуорида  могуће, а настао би међуделовањем при везивању између 5g-орбитале унбихексијума и 2p-орбитале флуора. Остала предвиђена оксидациона стања укључују +2, +4 и +6; очекује се да ће +4 да буде најчешће оксидационо стање унбихексијума. Присутност електрона у орбиталама, које не постоје у електронској конфигурацији основног стања било ког тренутно познатог елемента, требало би да омогући тренутно непознатим хибридним орбиталама да се формирају и утичу на хемију суперактиноида на потпуно нови начин, мада одсутност електрона код познатих елемената чини предвиђање њихове хемије доста тежим.
|                   | 121 | 122 | 123 | 124 | 125   | 126           | 132 | 142  | 143  | 144           | 145 | 146 | 148 | 153 | 154  | 155  | 156 | 157 |
| ----------------- | --- | --- | --- | --- | ----- | ------------- | --- | ---- | ---- | ------------- | --- | --- | --- | --- | ---- | ---- | --- | --- |
| Једињење          | 3   | 4   | 5   | 6   | 6 2+2 | 6 4           |     | 4 6  | 6    | 6 2+2 8 4     | 6   |     | 6   |     |      |      |     |     |
| Аналогије         | 3   | 4   |     |     | 2+2   |               |     | 4    |      | 6 2+2 8 4     |     |     | 6   |     |      |      |     |     |
| Оксидациона стања | 3   | 4   | 5   | 6   | 6     | 1, 2, 4, 6, 8 | 6   | 4, 6 | 6, 8 | 3, 4, 5, 6, 8 | 6   | 8   | 12  | 3   | 0, 2 | 3, 5 | 2   | 3   |
Код следећих суперактиноида, оксидациона стања би требало да постану нижа. До елемента 132, предоминантно најстабилније стање оксидације ће да буде само +6; ова вредност се даље смањује на +3 и +4 до елемента 144, а на крају серије суперактиноида износиће само +2 (могуће је да буде чак и 0), због тога што је 6љуска — која се попуњава у овој тачки — дубоко унутар електронског облака те су 8s и 81/2 електрони прејако везани да би били хемијски активни. 5g-љуска би требало да се попуни код елемента 144, а 6љуска око елемента 154; у овом региону суперактиноида, 81/2-електрони везани су толико јако да више хемијски уопште нису активни, тако да само неколико електрона може да учествује у хемијским реакцијама. Прорачуни Фрикеа et al. предвиђају да ће код елемента 154 6љуска да буде пуна и да не постоји d-електронских или других таласних функција ван хемијски неактивних 8s и 81/2 љуски. Резултат овога је веома велика нереактивност елемента 154, у толикој мери да би овај елемент могао да има својства слична онима племенитих гасова.
Слично лантаноидној и актиноидној контракцији, требало би да постоји и суперактиноидна контракција у серијама суперактиноида када јонски радијуси суперактиноида постану мање него што се очекује. Код лантаноида, контракција је око 4,4  по елементу; код актиноида, контракција је око 3  по елементу. Контракција је већа код лантаноида него код актиноида због веће локализације 4f таласне функције у односу на 5f таласну функцију. Успоредбе са таласним функцијама спољашњих електрона лантаноида, актиноида и суперактиноида воде до предвиђања контракције од око 2  по елементу из групе суперактиноида; иако је ово мање од контракција код лантаноида и актиноида, укупан ефекат је већи због чињенице да 32 електрона попуњавају дубоко „укопане” 5g и 6 љуске, уместо само 14 електрона који попуњавају 4f односно 5 љуску код лантаноида и актиноида (Xредом).
Пека Пике је ове суперактиноиде поделио у три серије: 5g-серију (елементи 121—138), 81/2-серију (елементи 139—140) и 6f-серију (елементи 141—155), с тим да је напоменуо да ће да буде веома много преклапања између енергетских нивоа и да би 6f, 7d или 81/2 орбитале такође могло да се попуне већ код првих атома или јона суперактиноида. Он такође очекује да ће се суперактиноиди понашати више налик „суперлантаноидима”, у смислу да ће 5g-електрони да буду углавном хемијски неактивни, слично као што само један или два 4f-електрона код лантаноида икада буду јонизована у хемијским једињењима. Он такође предвиђа и да би могућа оксидациона стања суперактиноида могло да буду веома велика у 6f-серији, са вредностима и до +12 код елемента 148.
Као пример крајњих суперактиноида, за елемент 156 очекује се да ће првенствено имати оксидационо стање +2. Његова прва енергија јонизације требало би да буде око 395,6 , а метални радијус требало би да износи око 170 пикометара. Претпоставља се да је реч о веома тешком металу, густине око 26 3. Релативна атомска маса овог елемента требало би да има вредност око 445 .

#### 7прелазни метали
Очекује се да ће прелазни метали у 8. периоди да буду елементи 157—166. Иако су 8s и 81/2 електрони код ових елемената везани тако јако да не би требало да постоји могућност учествовања у хемијским реакцијама, верује се да ће 9s и 91/2 нивои да буду лако доступни за хибридизацију, тако да ће ови елементи и даље да се понашају хемијски слично као и њихови лакши хомолози у периодном систему (иста оксидациона стања) за разлику од ранијих предвиђања када се мислило да ће прелазни метали 8. периоде да имају главна оксидациона стања за два мања од својих лакших конгенера.
Племенити метали ове серија прелазних метала се не очекује да ће да буду племенити као што су то њихови лакши хомолози, и то због одсуства спољашње љуске за пружање отпора те такође због тога што је 7d-љуска оштро подељена у две подљуске услед релативистичких ефеката. Резултат овога је мања прва енергија јонизације код 7d прелазних метала у односу на њихове лакше конгенере.
Прорачуни предвиђају да би 7електрони елемента 164 (унхексквадијум) требало да веома лако учествују у хемијским реакцијама, тако би унхексквадијум требало да има стабилна оксидациона стања +6 и +4 поред нормалног +2 стања водених раствора са јаким лигандима. Унхексквадијум би тако требало да буде у могућности да формира једињења као што су Uhq()4, (3)4 (оба тетраедарска) и Uhq()2−2 (линеарно), што је веома различито понашање у односу на олово чији би унхексквадијум био тежи хомолог када не би било релативистичких ефеката. Без обзира на ово, дивалентно стање би било оно основно код водених раствора, а унхексквадијум(II) требало би да се понаша сличније олову него унхексквадијуму(IV) и унхексквадијуму(VI).
Унхексквадијум би требало да буде меки метал попут живе, а метални унхексквадијум би требало да има високу тачку топљења како је предвиђено да ће да се веже ковалентно. Такође се очекује да ће да буде мека Луисова киселина и да има Арландсов параметар мекоће близу 4 . Исто тако би требало да има и неких сличности са оганесоном, као и са другим елементима 12. групе. Унхексквадијум би требало да буде умерено или мање него умерено реактиван, са првом енергијом јонизације која би требало да буде око 685 , упоредива са оном молибдена. Услед лантаноидне, актиноидне и суперактиноидне контракције, унхексквадијум би требало да има метални радијус од само 158 , што је веома близу вредности радијуса много лакшег магнезијума, упркос томе што се очекивало да ће унхексквадијумова атомска тежина да буде око 474 , око 19,5 пута више од тежине магнезијума. Овај мали радијус и велика тежина условљавају даља предвиђања да ће елемент да има екстремно велику густину од око 46 −3, што је два пута више од осмијума који је тренутно са 22,61 −3 најгушћи познати елемент; унхексквадијум би требало да буде други најгушћи елемент међу прва 172 елемента у периодном систему, зато што ће његов сусед унхекстријум (елемент 163) да буде још гушћи — 47 −3. Метални унхексквадијум би требало да буде поприлично стабилан, зато што су 8s и 81/2 електрони „укопани” веома дубоко у електронску кору и само су 7електрони доступни за везивање. Унхексквадијум као метал би требало да има веома велику кохезивну енергију (енталпија кристализације) због својих ковалентних веза, што ће највероватније да за резултат има високу тачку топљења.
Теоријски интерес у хемију унхексквадијума је увелико мотивисан теоретским предвиђањима да ће — поготово као изотоп 482 (са 164 протона и 318 неутрона) — овај елемент да буде у центру хипотетског другог острва стабилности (у центру првог се налази бакар, односно изотопи 291, 293 и 296Cn за које се очекује да ће имати полуживоте који се мере вековима или миленијумима).
Елементи 165 (унхекспентијум) и 166 (унхексхексијум), последња два 7d прелазна метала, требало би да се понашају слично као алкални и земноалкални метал при својим оксидационим стањима +1 и +2 (редом). 9електрони требало би да имају енергије јонизације упоредиве са онима 3s-електрона натријума и магнезијума, услед релативистичких ефеката који изазивају много јаче везивање 9електрона него што би се то предвидело нерелативистичким прорачунима. Елементи 165 и 166 требало би да имају уобичајена стања оксидације +1 и +2 (редом), мада су енергије јонизације 7електрона довољно мале да допусте већа оксидациона стања као што је +3 за елемент 165 односно мање вероватно оксидационо стање +4 за елемент 166 (слично елементима лакше 12. групе).
| Својство                           | 157   | 158   | 159   | 160   | 161   | 162    | 163    | 164             | 165        | 166        |
| ---------------------------------- | ----- | ----- | ----- | ----- | ----- | ------ | ------ | --------------- | ---------- | ---------- |
| Релативна атомска маса             | [448] | [452] | [456] | [459] | [463] | [466]  | [470]  | [474]           | [477]      | [481]      |
| Група                              | 3 (5) | 4 (6) | 5 (7) | 6 (8) | 7 (9) | 8 (10) | 9 (11) | 10 (12, 14, 18) | 11 (1, 13) | 12 (2, 14) |
| Валентна електронска конфигурација | 73    | 74    | 74 91 | 75 91 | 76 91 | 7 91   | 78 91  | 710             | 710 91     | 710 92     |
| Стабилна оксидациона стања         | 3     | 4     | 1     | 2     | 3     | 4      | 5      | 2, 4, 6         | 1, 3       | 2          |
| Прва енергија јонизације           | 453,5 | 521,0 | 337,7 | 424,5 | 472,8 | 559,6  | 617,5  | 685,0           | 521,0      | 627,2      |
| Метални радијус                    | 163   | 157   | 152   | 148   | 148   | 149    | 152    | 158             | 250        | 200        |
| Густина                            | 28 3  | 30 3  | 33 3  | 36 3  | 40 3  | 45 3   | 47 3   | 46 3            | 7 3        | 11 3       |

#### Елементи 167—172
Следећих шест елемената периодног система требало би да буде последњих шест елемената главне групе пре краја периодног система код  = 173. Код елемената 167—172, 91/2 и 83/2 љуске ће да буду попуњене. Ајгенвредности њихових енергија су тако близу једна другој да се понашају као једна комбинована љуска, налик не-релативистичким 2 и 3 љускама. Према томе, ефекат инертног пара се не појављује и најчешћа оксидациона стања елемената 167—170 требало би да буду +3, +4, +5 и +6 (редом). Елемент 171 (унсептунијум) очекује се да ће да покаже неке сличности са халогенима, и то у разним оксидационим стањима у распону од −1 до +7, с тим да би његова физичка својства требало да буду ближа онима метала. Његов електронски афинитет требало би да буде 3,0 , допуштајући му да формира HUsu, аналогију водониковом халиду. Јон Usu− очекује се да ће да буде мека база, упоредива са јодидом (I−). Елемент 172 (унсептбијум) требало би да буде племенити гас са хемијским понашањем сличним оном које има ксенон, зато што њихове енергије јонизације треба да буду веома сличне (Xe: 1170,4 ; : 1090,3 ). Једина главна разлика између ових елемената је у томе што се очекује да ће елемент 172, за разлику од ксенона, да буде течан или чврст на стандардној температури и притиску због своје веома веће атомске тежине. Унсептбијум би требало да буде јака Луисова киселина која ће да формира флуориде и оксиде, слично као и ксенон који је лакши конгенер овог елемента. Због ове аналогије елемената 165—172 са 2. и 3. периодом, Фрике et al. је био мишљења да ће они да формирају девету периоду периодног система, док ће са осмом периодом да граниче код племенитог метала — елемента 164. Ова девета и финална периода би била слична другој и трећој периоди по томе што не би садржавала ниједан од прелазних метала.
| Својство                           | 167   | 168   | 169      | 170      | 171      | 172        |
| ---------------------------------- | ----- | ----- | -------- | -------- | -------- | ---------- |
| Релативна атомска маса             | [485] | [489] | [493]    | [496]    | [500]    | [504]      |
| Група                              | 13    | 14    | 15       | 16       | 17       | 18         |
| Валентна електронска конфигурација | 92 91 | 92 92 | 92 92 81 | 92 92 82 | 92 92 83 | 92 92 84   |
| Стабилна оксидациона стања         | 3     | 4     | 5        | 6        | −1, 3, 7 | 0, 4, 6, 8 |
| Прва енергија јонизације           | 617,5 | 723,6 | 800,8    | 887,7    | 984,2    | 1090,3     |
| Метални или ковалентни радијус     | 190   | 180   | 175      | 170      | 165      | 220        |
| Густина                            | 17 3  | 19 3  | 18 3     | 17 3     | 16 3     | 9 3        |

#### После елемента 172
Одмах после елемента 172 (унсептбијум, последњи елемент 8. периоде), први племенити гас након оганесона (последњи елемент 7. периоде), оригинално се очекивали да би друга дуга прелазна серија као што су суперактиноиди требало да започне, попуњавајући 6g, 7f, 8d и можда 6h љуску. Ови електрони би били веома слабо везани, што за резултат има вероватно лако достизање екстремно високих оксидационих стања. Елемент 184 (уноктквадијум) значајно је био на мети у раним предвиђањима, како се оригинално спекулисало да ће 184 да буде протонски магични број.
Међутим, ове екстраполације ће мало вероватно да се испуне, због тога што се назире крај периодног система код Z = 173.
Код елемента 173 (унсепттријум), последњи електрон би требало да уђе у 67/2-подљуску.

### Крај периодног система
Број физички могућих елемената је непознат. Најнижа процена је да би периодни систем могло да се заврши недуго након острва стабилности, које ће како се очекује да има центар на Z = 126, јер су проширење периодног система и табела нуклида ограничени протонским и неутронским линијама капи (енгл. drip lines); неки, попут Валтера Грајнера, предвиђају да можда неће бити краја периодном систему. Друга предвиђања краја периодног система укључују  = 128 (Џон Емсли) и Z = 155 (Алберт Казан).

#### Фајнманијум и елементи изнад атомског броја 137
Ричард Фајнман је истакао да поједностављена интерпретација релативистичке Диракове једначине наилази на проблеме са електронским орбиталама када је  > 1/α ≈ 137 (подробније описано у одељцима испод), што указује на то да неутрални атоми не могу да постоје након унтрисептијума те да периодни систем елемената заснован на електронским орбиталама тиме престаје у овој тачки. С друге стране, још ригорознијом анализом се добија да је лимит пак нешто већи —  ≈ 173.

##### Боров модел
Боров модел наилази на тешкоће код атома са атомским бројем већим од 137; што се тиче брзине електрона у 1 електронској орбитали (v), иста је дата као:
{\displaystyle v=Z\alpha c\approx {\frac {Zc}{137,036}}}
где је Z атомски број, а α константа фине структуре (мера јачине електромагнетних интеракција). Према овој апроксимацији, било који елемент са атомским бројем већи од 137 захтевао би да његови 1s-електрони путују брже од брзине светлости (c). Стога је нерелативистички Боров модел очигледно нетачан када би се применио на један такав елемент.

##### Релативистичка Диракова једначина
Релативистичка Диракова једначина даје енергију основног стања као:
{\displaystyle E={\frac {mc^{2}}{\sqrt {1+{\frac {Z^{2}\alpha ^{2}}{n-(j+1/2)+{\sqrt {(j+1/2)^{2}-Z^{2}\alpha ^{2}}}}}}}},}
где је m маса електрона у мировању. За Z > 137, таласна функција Дираковог основног стања је осцилаторна, уместо да је ограничена, те тако нема празнине између позитивних и негативних енергетских спектара (као у Клајновом парадоксу). Тачнији прорачуни, узимајући у обзир ефекте ограничене величине језгра, указују на то да енергија везивања прво прелази 2mc2 за  > cr ≈ 173. За Z > cr, ако унутрашња орбитала (1s) није попуњена, електрично поље језгра вукло би електроне из вакуума, што би даље резултовало у спонтаној емисији позитрона. Прецизни детаљи о томе шта се дешава атомима са Z > 173 још увек нису познати, али вероватно не би требало да опстану довољно дуго као такви да би се могли сматрати елементима.

### Нуклеарна својства
Прво острво стабилности очекује се да ће имати центар код унбибијума-306 (са 122 протона и 184 неутрона), а друго очекује се да ће имати центар код унхексквадијума-482 (са 164 протона и 318 неутрона). Ово друго острво стабилности би требало додатно да повећа стабилност елемената 152—168; с друге стране, због прекомерно јачих сила електромагнетне репулзије које се морају савладати јаком силом на овом другом острву, вероватно је да ће језгра око овог региона постојати као резонанце и неће бити у стању да се држе на окупу довољно дуго времена. Такође је могуће да неки суперактиноиди између ових серија можда заправо неће постојати јер су предалеко од обају острва, у којем случају би периодни систем веома вероватно завршио око Z = 130 уместо 173, са нуклеарним својствима која одређују крај пре електронских својстава.
Прорачуни према Хартри—Фок—Богољубовом методу користећи нерелативистичку Скирмеову интеракцију предвиђају да ће  = 126 да буде затворена протонска љуска. У овом региону периодног система,  = 184 и  = 196 предвиђени су као затворене неутронске љуске. Према томе, најважнији изотопи 310 и 322Ubh, могло би да имају дуже животе од осталих изотопа. Унбихексијум, који има магични број протона, предвиђено је да ће да буде стабилнији од осталих елемената у овом региону и можда ће да има нуклеарних изомера са веома дугим полуживотима.

### Електронске конфигурације
У табели испод су приказане очекиване електронске конфигурације елемената 118—173. После елемента 122, нема доступних комплетних прорачуна па се стога подаци из ове табеле морају сматрати привременима.
| Хемијски елемент | Хемијски елемент | Хемијски елемент | Хемијска серија    | Предвиђена електронска конфигурација[11][12][20][29] |
| ---------------- | ---------------- | ---------------- | ------------------ | ---------------------------------------------------- |
| 118              |                  | Оганесон         | Племенити гас      | [] 514 610 72 76                                     |
| 119              |                  | Унуненијум       | Алкални метал      | [] 81                                                |
| 120              |                  | Унбинилијум      | Земноалкални метал | [] 82                                                |
| 121              |                  | Унбиунијум       | Суперактиноид      | [] 82 811/2                                          |
| 122              |                  | Унбибијум        | Суперактиноид      | [] 71 82 811/2                                       |
| 123              |                  | Унбитријум       | Суперактиноид      | [] 62 82 811/2                                       |
| 124              |                  | Унбиквадијум     | Суперактиноид      | [] 63 82 811/2                                       |
| 125              |                  | Унбипентијум     | Суперактиноид      | [] 51 62 82 821/2                                    |
| 126              |                  | Унбихексијум     | Суперактиноид      | [] 52 63 82 811/2                                    |
| 127              |                  | Унбисептијум     | Суперактиноид      | [] 53 62 82 821/2                                    |
| 128              |                  | Унбиоктијум      | Суперактиноид      | [] 54 62 82 821/2                                    |
| 129              |                  | Унбиенијум       | Суперактиноид      | [] 54 63 71 82 811/2                                 |
| 130              |                  | Унтринилијум     | Суперактиноид      | [] 55 63 71 82 811/2                                 |
| 131              |                  | Унтриунијум      | Суперактиноид      | [] 56 63 82 821/2                                    |
| 132              |                  | Унтрибијум       | Суперактиноид      | [] 57 63 82 821/2                                    |
| 133              |                  | Унтритријум      | Суперактиноид      | [] 58 63 82 821/2                                    |
| 134              |                  | Унтриквадијум    | Суперактиноид      | [] 58 64 82 821/2                                    |
| 135              |                  | Унтрипентијум    | Суперактиноид      | [] 59 64 82 821/2                                    |
| 136              |                  | Унтрихексијум    | Суперактиноид      | [] 510 64 82 821/2                                   |
| 137              |                  | Унтрисептијум    | Суперактиноид      | [] 511 64 82 821/2                                   |
| 138              |                  | Унтриоктијум     | Суперактиноид      | [] 512 63 71 82 821/2                                |
| 139              |                  | Унтриенијум      | Суперактиноид      | [] 513 62 72 82 821/2                                |
| 140              |                  | Ункваднилијум    | Суперактиноид      | [] 514 63 71 82 821/2                                |
| 141              |                  | Унквадунијум     | Суперактиноид      | [] 515 62 72 82 821/2                                |
| 142              |                  | Унквадбијум      | Суперактиноид      | [] 516 62 72 82 821/2                                |
| 143              |                  | Унквадтријум     | Суперактиноид      | [] 517 62 72 82 821/2                                |
| 144              |                  | Унквадквадијум   | Суперактиноид      | [] 517 62 73 82 821/2                                |
| 145              |                  | Унквадпентијум   | Суперактиноид      | [] 518 63 72 82 821/2                                |
| 146              |                  | Унквадхексијум   | Суперактиноид      | [] 518 64 72 82 821/2                                |
| 147              |                  | Унквадсептијум   | Суперактиноид      | [] 518 65 72 82 821/2                                |
| 148              |                  | Унквадоктијум    | Суперактиноид      | [] 518 66 72 82 821/2                                |
| 149              |                  | Ункваденијум     | Суперактиноид      | [] 518 66 73 82 821/2                                |
| 150              |                  | Унпентнилијум    | Суперактиноид      | [] 518 67 73 82 821/2                                |
| 151              |                  | Унпентунијум     | Суперактиноид      | [] 518 68 73 82 821/2                                |
| 152              |                  | Унпентбијум      | Суперактиноид      | [] 518 69 73 82 821/2                                |
| 153              |                  | Унпенттријум     | Суперактиноид      | [] 518 610 73 82 821/2                               |
| 154              |                  | Унпентквадијум   | Суперактиноид      | [] 518 611 73 82 821/2                               |
| 155              |                  | Унпентпентијум   | Суперактиноид      | [] 518 612 73 82 821/2                               |
| 156              |                  | Унпентхексијум   | Суперактиноид      | [] 518 613 73 82 821/2                               |
| 157              |                  | Унпентсептијум   | Суперактиноид      | [] 518 614 73 82 821/2                               |
| 158              |                  | Унпентоктијум    | Прелазни метал     | [] 518 614 74 82 821/2                               |
| 159              |                  | Унпентенијум     | Прелазни метал     | [] 518 614 74 82 821/2 91                            |
| 160              |                  | Унхекснилијум    | Прелазни метал     | [] 518 614 75 82 821/2 91                            |
| 161              |                  | Унхексунијум     | Прелазни метал     | [] 518 614 76 82 821/2 91                            |
| 162              |                  | Унхексбијум      | Прелазни метал     | [] 518 614 77 82 821/2 91                            |
| 163              |                  | Унхекстријум     | Прелазни метал     | [] 518 614 78 82 821/2 91                            |
| 164              |                  | Унхексквадијум   | Прелазни метал     | [] 518 614 710 82 821/2                              |
| 165              |                  | Унхекспентијум   | Прелазни метал     | [] 518 614 710 82 821/2 91                           |
| 166              |                  | Унхексхексијум   | Прелазни метал     | [] 518 614 710 82 821/2 92                           |
| 167              |                  | Унхекссептијум   | Постпрелазни метал | [] 518 614 710 82 821/2 92 911/2                     |
| 168              |                  | Унхексоктијум    | Постпрелазни метал | [] 518 614 710 82 821/2 92 921/2                     |
| 169              |                  | Унхексенијум     | Постпрелазни метал | [] 518 614 710 82 821/2 813/2 92 921/2               |
| 170              |                  | Унсептнилијум    | Постпрелазни метал | [] 518 614 710 82 821/2 823/2 92 921/2               |
| 171              |                  | Унсептунијум     | Постпрелазни метал | [] 518 614 710 82 821/2 833/2 92 921/2               |
| 172              |                  | Унсептбијум      | Племенити гас      | [] 518 614 710 82 821/2 843/2 92 921/2               |
| 173              |                  | Унсепттријум     | —                  | [] 61                                                |

## Покушаји да се синтетишу још увек неоткривени елементи
Пројекти да се направи 8. периода елемената укључивали су покушаје синтетисања елемената 119, 120, 122, 124, 126 и 127. До сада, ниједан од ових покушаја синтетисања није био успешан.

### Унуненијум
Синтетисање унуненијума први пут је покушано 1985. године бомбардовањем мете ајнштајнијума-254 јонима калцијума-48 у акцелератору superHILAC на Берклију (Калифорнија):
25499Es + 4820Ca → 302119Uue* → нема атома
Ниједан атом није идентификован, што је довело до ограничавања ударног пресека на 300 . Каснији прорачуни сугеришу да ударни пресек 3n реакције (која би за резултат имала 299Uue и три неутрона као продукте) заправо био шесто хиљада пута мањи од ове горње границе, на 0,5 .
Унуненијум је најлакши неоткривени елемент; био је често предмет експеримената синтетисања немачких и руских тимова последњих година. Руски експерименти су спровођени 2011. године, а резултати нису објављени, што значи да ниједан атом унуненијума није био идентификован. Од априла до септембра 2012, покушано је да се синтетишу изотопи 295 и 296 бомбардовањем мете берклијума-249 титанијумом-50 (у  Хелмхолц центру за истраживање тешких јона у Дармштату). На основу теоријски предвиђеног ударног пресека, очекивало се да ће атом унуненијума бити синтетисан унутар пет месеци од почетка експеримента.
24997Bk + 5022Ti → 299119Uue* → 296119Uue + 3 10n
24997Bk + 5022Ti → 299119Uue* → 295119Uue + 4 10n
Првобитно је планирано да се експеримент настави новембра 2012, а прекинут је накратко да би се искористила 249Bk мета и потврдила синтеза тенесина (тада променивши пројектиле у 48). Ова реакција између 249 и 50 предвиђена је као најпожељнија практична реакција за формацију унуненијума, пошто је поприлично асиметрична али такође и доста хладна. (Реакција између 254 и 48 би била ефикаснија, али припремање милиграмских количина 254Es за мету је веома тешко.) Како год, неопходна промена из „сребрног метка” 48 у 50Ti мења очекивани принос унуненијума за око двадесет, пошто је принос увелико зависан од асиметрије фузијске реакције.
Због предвиђених кратких полуживота, тим GSI је користио нову „брзу” електронику којом је могуће регистровати распаде унутар микросекунди. Ниједан атом унуненијума није био идентификован, што имплицира ограничење ударног пресека на 70 . Предвиђени стварни ударни пресек је око 40 , што је на границама тренутне технологије.
Тим Обједињеног института за нуклеарна истраживања у Дубни планира да у новом комплексу за експерименте 2019. године започне нова експериментисања синтезе унуненијума и унбинилијума користећи реакције 249+50 и 249+50. Јапански тим  такође планира да покуша са овим елементима отприлике у исто време, користећи 248 мете и 248+51 и 248+54 реакције.

### Унбинилијум
Након успешног добијања оганесона 2006. године реакцијом између 249 и 48, тим JINR у Дубни почео је да спроводи сличне експерименте у нади да ће створити унбинилијум (елемент 120) из језгра 58 и 244. За изотопе унбинилијума се предвиђа да ће имати полуживоте алфа распада у редовима микросекунди. Марта и априла 2007, синтеза унбинилијума је покушана у центру JINR тако што је бомбардована мета плутонијум-244 јонима гвожђа-58. Прва анализа је открила да нема произведених атома елемента 120, а граница је дата као 400  за ударни пресек при посматраној енергији.
24494Pu + 5826Fe → 302120Ubn* → нема атома
Руски тим је планирао да унапреди своја одељења пре него што поново покуша реакцију.
Априла 2007, тим GSI у Дармштату покушао је направити унбинилијум користећи уранијум-238 и никл-64:
23892U + 6428Ni → 302120Ubn* → нема атома
Ниједан атом није детектован, а граница дата као 1,6  на ударном пресеку за посматрану енергију. GSI је поновио експеримент три пута са већом осетљивошћу: април—мај 2007, јануар—март 2008. и септембар—октобар 2008; све три пута резултати су били негативни, а граница за ударни пресек 90 .
Јуна и јула 2010, и поново 2011, након унапређења опреме да би се могле користити радиоактивније мете, научници из центра GSI покушали су са више асиметричном фузијском реакцијом:
24896Cm + 5424Cr → 302120Ubn* → нема атома
Очекивало се да ће промена реакције упеторостручити вероватноћу синтетисања унбинилијума, пошто је принос такве реакције у јакој корелацији са асиметричношћу исте. Три повезана сигнала била су уочена тако да се поклапају са предвиђеним енергијама алфа распада 299Ubn и његове ћерке 295, као и експериментално одређене познате енергије распада његове унуке 291. Међутим, животи ових могућих распада били су много дужи него што се очекивало, а резултати нису могли да буду потврђени.
У августу и октобру 2011, други тим у центру GSI користећи одељење TASCA покушао је нову, још асиметричнију реакцију:
24998Cf + 5022Ti → 299120Ubn* → нема атома
Због асиметричности, реакција између 249 и 50 предвиђена је као најпожељнија практична реакција за синтетисање унбинилијума, иако је поприлично хладна. Ниједан атом унбинилијума није идентификован, што значи да се имплицира лимит ударног пресека од 200 . Јенс Фолкер Крац је предвидео да ће стварни максимални ударни пресек за производњу унбинилијума било којом од ових реакција да буде око 0,1 ; успоредбе ради, светски рекорд за најмањи ударни пресек успешне реакције било је 30  за реакцију 209(70,)278, а Крац је предвидео максимални ударни пресек од 20  за производњу суседног унуненијума. Ако су ова предвиђања тачна, онда ће синтетисање унуненијума да буде на границама тренутне технологије, а синтетисање унбинилијума захтевало би нове методе.
Тим Обједињеног института за нуклеарна истраживања у Дубни планира да у новом комплексу за експерименте 2019. године започне нова експериментисања синтезе унуненијума и унбинилијума користећи реакције 249+50 и 249+50. Јапански тим  такође планира да покуша са овим елементима отприлике у исто време, користећи 248 мете и 248+51 и 248+54 реакције.

### Унбибијум
Први покушај синтетисања унбибијума извео је 1972. године Флеров et al. у у, користећи врућу фузијску реакцију:
23892U + 6630Zn → 304122Ubb* → нема атома
Ниједан атом није детектован, а измерен је приносни лимит од 5  (5.000.000.000 ). Тренутни резултати (види флеровијум) показали су да је осетљивост овог експеримента била премала, најмање 6 редова величине мања.
Године 2000,  Хелмхолц центар за истраживање тешких јона извео је веома сличан експеримент са веома већом осетљивошћу:
23892U + 7030Zn → 308122Ubb* → нема атома
Ови резулати указују да синтетисање таквих тежих елемената остаје значајан изазов те да ће даља побољшања јачине зрака и експерименталне ефикасности да буду неопходна. Осетљивост би требало да буде повећана на 1 .
Други неуспешан покушај да се синтетише унбибијум изведен је 1978. године у ју, где је природни ербијум као мета бомбардован јонима ксенона-136:
nat68Er + 13654Xe → 298,300,302,303,304,306Ubb* → нема атома
Два покушаја из 1970-их да се синтетише унбибијум покренута су након истражвања којим се испитивало да ли би супертешки елементи можда могли да се појављују у природи.
Неколико експеримената је изведено у периоду 2000—2004. година у Флеровској лабораторији за нуклеарне реакције, а испитивале су се фисијске карактеристике заједничког језгра 306Ubb. Две нуклеарне реакције су коришћене, и то 248 + 58 и 242 + 64. Резултати су открили како језгра попут ових пролазе фисију углавном избацујући језгро са затвореном љуском као што је то 132 ( = 50,  = 82). Такође је откривено да је принос за фузијско-фисијска путања слична код пројектила 48 и 58, што указује на будућу употребу пројектила 58Fe при формацији супертешких елемената.

### Унбиквадијум
У низу експеримената, научницу у у су покушавали да измере директну и одложену фисију заједничког језгра елемената са  = 114, 120 и 124, тако да се испитају ефекти љуске у овом региону и одреди следећа сферична протонска љуска. Ово се ради зато што се добијањем комплетних нуклеарних љуски (или, еквивалентно, добијањем магичног броја протона или неутрона) осигурава већа стабилност језгра ових супертешких елемената, тиме се приближавајући све ближе острву стабилности. Године 2006, са комплетним резултатима објављеним 2008, тим је омогућио увид у резултате из реакција која је укључивала бомбрадовање природног германијума као мете јонима уранијума:
23892U + nat32Ge → 308,310,311,312,314Ubq* → фисија
Тим је објавио да је био у могућности да идентификује фисију заједничког једињења са полуживотима > 10−18 . Овај резултат сугерише да је стабилизациони ефекат код Z = 124 јак и упућује на следећу протонску љуску код  > 120, не код Z = 114 како се претходно мислило. Заједничко језгро је слаба комбинација нуклеона који се још увек нису распоредили у нуклеарне љуске. Нема унутрашњу структуру и заједно га држе једино силе сударања између мете и пројектилског језгра. Процењује се да је потребно око 10−14  да се нуклеони распореде у нуклеарне љуске, када заједничко једињење постаје нуклид, а овај број  користи као минимални полуживот који поједини изотоп мора да има да би био препознат као откривен. Тако се ови експерименти не броје као отркиће елемента 124.

### Унбихексијум
Први и једини покушај да се синтетише унбихексијум, који је био неуспешан, изведен је 1971. године у Церну од стране Ренеа Бимбоа и Џона М. Александера користећи врућу фузијску реакцију:
23290Th + 8436Kr → 316126Ubh* → нема атома
Високоенергетска алфа честица била је посматрана и узимана као могући доказ синтетисања унбихексијума. Недавно истраживање сугерише да је ово веома мало вероватно јер је осетљивост експеримената спроведених 1971. била неколико редова јачине нижа у односу на вредности које се данас сматрају адекватнима.

### Унбисептијум
Унбисептијум је имао један пропали покушај синтетисања, и то 1978. године у дармштатском акцелератору UNILAC бомбардовањем природног тантала као мете јонима ксенона:
nat73Ta + 13654Xe → 316,317Ubs* → нема атома

## Могућа појава у природи
Група коју је предводио Амнон Маринов на Хебрејском универзитету у Јерусалиму, 24. априла 2008. године тврдила је да је пронашла појединачне атоме унбибијума-292 код депозита торијума који се налазе у природи са заступљеношћу између 10−11 и 10−12, у односу на торијум. Тврдња Маринова et al. била је искритикована од стране дела научне заједнице, а Маринов каже да је чланак доставио часописима Природа (енгл. Nature) и Физика природе (енгл. Nature Physics) али су га одбацила без слања на детаљну проверу. Тврдило се и да су атоми унбибијума-292 супердеформисани или хипердеформисани изомери, са полуживотом од најмање 100 милиона година.
Критика технике, претходно коришћене у наводном идентификовању лакших торијумових изотопа масеном спектрометријом, објављена је 2008. године у часопису Физички преглед C. Оповргавање од стране Маринове групе изашло је у истом часопису после претходно објављеног коментара.
Понављањем екперимента са торијумом користећи супериорни метод акцелераторске масене спектрометрије (AMS) нису успели да се потврде резултати, упркос 100 пута бољој осетљивости. Овај резултат значајно доводи у питање резултате Маринове групе по питању њихових тврдњи дуговечних изотопа торијума, рендгенијума и унбибијума. И даље је могуће да трагови унбибијума можда постоје само у неким узорцима торијума, мада је могућност за ово веома мала.
Године 1976. сугерисано је да би примордијални супертешки елементи (пре свега ливерморијум, унбиквадијум, унбихексијум и унбисептијум) могло да буду узрок необјашњеној радијацијској штети код минерала. Ово је покренуло многа истраживања од 1976. до 1983. године, с циљем да се у природи открију поменути елементи. Неки су тврдили да су детектовали алфа честице са правим енергијама да се изазове посматрана штета, подржавајући постојање ових елемената, док су неки тврдили да није био успешног детектовања.
Могућа распрострањеност примордијалних супертешких елемената на Земљи, у овом моменту, упитна је. Чак и ако је потврђено да су изазвали радијацијску штету веома давно, можда су се до данас распали тако да постоје само у траговима, а можда су и потпуно ишчезли.

## У популарној култури
Серијал Ич (енгл. Itch) енглеског радијског водитеља Сајмона Маје прати причу дечака по имену Ичингам Лофте, који је открио унбихексијум (елемент 126). У књизи се елемент константно помиње као „126” и (фиктивно) веома је радиоактиван. Предложено је (у измишљеној причи) да му се да име „лофтенгијам” (енгл. lofteinghiam).